# چپر (زنجان)
چپر (زنجان)، روستایی از توابع بخش زنجانرود شهرستان زنجان در استان زنجان ایران است.

## جمعیت
این روستا در دهستان چایپاره پایین قرار دارد و براساس سرشماری مرکز آمار ایران در سال ۱۳۸۵، جمعیت آن ۹۱ نفر (۱۸خانوار) بوده‌است.
- «نتایج سرشماری عمومی نفوس و مسکن ۱۳۸۵». درگاه ملی آمار ایران. بایگانی‌شده از اصلی در ۱ ژانویه ۲۰۱۳. دریافت‌شده در ۱ ژانویه ۲۰۱۳.

روستای چپر دریک منطقه جغرافیایی گرم و خشک  ودر میان کوه های مریخی قرار گرفته است 
بیشتر مردم این روستا به شهر ها مهاجرت کرده اند
وبقیه ساکنین روستا به شغل کشاورزی و دامپروری مشغول هستند

بیشتر مردم این روستا با هم خویشاوند فامیلی دارند
شکرزاده، حسین زاده، زعفرانی، صفری، پاشایی، طالبی،قلی زاده،حسینی،نعمت زاده ،،،،،، از نامهای  خانوادگی اهالی این روستا است